# Unione Sportiva Battipagliese 1993-1994
Questa voce raccoglie le informazioni riguardanti la Unione Sportiva Battipagliese nelle competizioni ufficiali della stagione 1993-1994.

## Stagione
A fine stagione, la Battipagliese si colloca al 4 posto nel girone C della Serie C2.
In Coppa Italia Serie C, si piazza al 4º posto nel Girone Q, non riuscendo a qualificarsi al turno successivo.

## Divise e sponsor
| Casa | Trasferta | Terza Divisa |

## Organigramma societario
- Presidente:  Bruno Pastena[2]
- Allenatore:  Pietro Santin[1]

## Rosa
Fonte: Calciatori.com
| N. |                   | Ruolo | Calciatore            |
| -- | ----------------- | ----- | --------------------- |
|    | Italia (bandiera) | D     | Costantino Annibale   |
|    | Italia (bandiera) | A     | Bernardo Auxilia      |
|    | Italia (bandiera) | A     | Antonio Barbera       |
|    | Italia (bandiera) | C     | Vincenzo Bevo         |
|    | Italia (bandiera) | C     | Luciano Carafa        |
|    | Italia (bandiera) | D     | Federico Quatrano     |
|    | Italia (bandiera) | P     | Vincenzo Criscuolo    |
|    | Italia (bandiera) | C     | Livio Danese          |
|    | Italia (bandiera) | A     | Massimiliano D'Angelo |
|    | Italia (bandiera) | C     | Pietro De Matteo      |
|    | Italia (bandiera) | C     | Carmine Di Napoli     |
|    | Italia (bandiera) | C     | Massimo Esposito      |

| N. |                   | Ruolo | Calciatore         |
| -- | ----------------- | ----- | ------------------ |
|    | Italia (bandiera) | D     | Bruno Guadagno     |
|    | Italia (bandiera) |       | Marandino          |
|    | Italia (bandiera) | C     | Salvatore Marra    |
|    | Italia (bandiera) | D     | Alfonso Medina     |
|    | Italia (bandiera) |       | Nigro              |
|    | Italia (bandiera) | C     | Giuseppe Orrico    |
|    | Italia (bandiera) | A     | Francesco Ortolini |
|    | Italia (bandiera) |       | Pelliccia          |
|    | Italia (bandiera) | C     | Stefano Sacco      |
|    | Italia (bandiera) | A     | Antonio Salsano    |
|    | Italia (bandiera) | D     | Giovanni Schettini |
|    | Italia (bandiera) | C     | Gaetano Voza       |

## Risultati

### Campionato

#### Girone di andata
| 12 settembre 1993 1ª giornata | Molfetta | 1 – 1 | Battipagliese |  |

| 19 settembre 1993 2ª giornata | Battipagliese | 1 – 1 | Sora |  |

| 26 settembre 1993 3ª giornata | Trani | 0 – 0 | Battipagliese |  |

| 3 ottobre 1993 4ª giornata | Battipagliese | 1 – 0 | Fasano |  |

| 10 ottobre 1993 5ª giornata | Vigor Lamezia | 0 – 1 | Battipagliese |  |

| 17 ottobre 1993 6ª giornata | Battipagliese | 3 – 0 | Formia |  |

| 24 ottobre 1993 7ª giornata | Astrea | 2 – 1 | Battipagliese |  |

| 7 novembre 1993 8ª giornata | Battipagliese | 1 – 0 | Trapani |  |

| 14 novembre 1993 9ª giornata | Akragas | 1 – 1 | Battipagliese |  |

| 21 novembre 1993 10ª giornata | Monopoli | 0 – 0 | Battipagliese |  |

| 28 novembre 1993 11ª giornata | Battipagliese | 0 – 0 | Bisceglie |  |

| 5 dicembre 1993 12ª giornata | Turris | 1 – 1 | Battipagliese |  |

| 12 dicembre 1993 13ª giornata | Battipagliese | 1 – 1 | Cerveteri |  |

| 19 dicembre 1993 14ª giornata | Sangiuseppese | 1 – 0 | Battipagliese |  |

| 16 gennaio 1994 15ª giornata | Battipagliese | 1 – 1 | Savoia |  |

| 23 gennaio 1993 16ª giornata | Catanzaro | 1 – 0 | Battipagliese |  |

| 30 gennaio 1994 17ª giornata | Battipagliese | 0 – 0 | Licata |  |

#### Girone di ritorno
| 6 febbraio 1994 18ª giornata | Battipagliese | 2 – 0 | Molfetta |  |

| 13 febbraio 1994 19ª giornata | Sora | 1 – 0 | Battipagliese |  |

| 20 febbraio 1994 20ª giornata | Battipagliese | 4 – 0 | Trani |  |

| 6 marzo 1994 21ª giornata | Fasano | 1 – 0 | Battipagliese |  |

| 13 marzo 1994 22ª giornata | Battipagliese | 1 – 0 | Vigor Lamezia |  |

| 20 marzo 1994 23ª giornata | Formia | 0 – 0 | Battipagliese |  |

| 27 marzo 1994 24ª giornata | Battipagliese | 1 – 0 | Astrea |  |

| 10 aprile 1994 25ª giornata | Trapani | 2 – 0 | Battipagliese |  |

| 17 aprile 1994 26ª giornata | Battipagliese | 0 – 1 | Akragas |  |

| 24 aprile 1994 27ª giornata | Battipagliese | 0 – 1 | Atletico Monopoli |  |

| 1º maggio 1994 28ª giornata | Bisceglie | 1 – 0 | Battipagliese |  |

| 15 maggio 1994 29ª giornata | Battipagliese | 2 – 1 | Turris |  |

| 22 maggio 1994 30ª giornata | Cerveteri | 0 – 2 | Battipagliese |  |

| 29 maggio 1994 31ª giornata | Battipagliese | 0 – 0 | Sangiuseppese |  |

| 5 giugno 1994 32ª giornata | Savoia | 1 – 2 | Battipagliese |  |

| 12 giugno 1994 33ª giornata | Battipagliese | 2 – 1 | Catanzaro |  |

| 19 giugno 1994 34ª giornata | Licata | 1 – 3 | Battipagliese |  |

### Coppa Italia Serie C

#### Classifica Girone Q
| Pos. | Squadra       | Pt | G | V | N | P | GF | GS | DR |
| ---- | ------------- | -- | - | - | - | - | -- | -- | -- |
| 1.   | Reggina       | 12 | 4 | 4 | 0 | 0 | 7  | 2  | +5 |
| 2.   | Catanzaro     | 7  | 4 | 2 | 1 | 1 | 4  | 3  | +1 |
| 3.   | Juve Stabia   | 4  | 4 | 1 | 1 | 2 | 6  | 5  | +1 |
| 4.   | Battipagliese | 2  | 4 | 0 | 2 | 2 | 3  | 6  | -3 |
| 5.   | Vigor Lamezia | 2  | 4 | 0 | 2 | 2 | 1  | 5  | -4 |